# Джуно-Біч (Флорида)
Джуно-Біч (англ. Juno Beach) — місто (англ. town) в США, в окрузі Палм-Біч штату Флорида. Населення — 3858 осіб (2020).

## Географія
Джуно-Біч розташоване за координатами 26°52′32″ пн. ш. 80°3′36″ зх. д. / 26.87556° пн. ш. 80.06000° зх. д. (26.875443, -80.059984).  За даними Бюро перепису населення США в 2010 році місто мало площу 6,97 км², з яких 5,26 км² — суходіл та 1,71 км² — водойми.

## Демографія
Згідно з переписом 2010 року, у місті мешкало 3176 осіб у 1879 домогосподарствах у складі 927 родин. Густота населення становила 455 осіб/км².  Було 2936 помешкань (421/км²).
Расовий склад населення:
| - 96,4 % — білих - 1,6 % — азіатів - 0,8 % — чорних або афроамериканців - 0,1 % — корінних американців |

До двох чи більше рас належало 0,8 %. Частка іспаномовних становила 3,8 % від усіх жителів.
За віковим діапазоном населення розподілялося таким чином: 6,0 % — особи молодші 18 років, 45,3 % — особи у віці 18—64 років, 48,7 % — особи у віці 65 років та старші. Медіана віку мешканця становила 64,2 року. На 100 осіб жіночої статі у місті припадало 86,7 чоловіків;  на 100 жінок у віці від 18 років та старших — 85,1 чоловіків також старших 18 років.
Середній дохід на одне домашнє господарство  становив 102 794 долари США (медіана — 54 482), а середній дохід на одну сім'ю — 148 500 доларів (медіана — 129 750). Медіана доходів становила 95 781 долар для чоловіків та 52 953 долари для жінок. За межею бідності перебувало 5,4 % осіб, у тому числі 4,8 % дітей у віці до 18 років та 9,0 % осіб у віці 65 років та старших.
Цивільне працевлаштоване населення становило 1404 особи. Основні галузі зайнятості: фінанси, страхування та нерухомість — 22,6 %, науковці, спеціалісти, менеджери — 14,9 %, освіта, охорона здоров'я та соціальна допомога — 14,2 %.